# Cardiophorus arcanus
Cardiophorus arcanus is een keversoort uit de familie kniptorren (Elateridae). De wetenschappelijke naam van de soort is voor het eerst geldig gepubliceerd in 1985 door Dolin in Dolin & Mardjanian.